# Верхньокривинська сільська рада
55°1′36″ пн. ш. 29°31′51″ сх. д. / 55.02667° пн. ш. 29.53083° сх. д.
Верхньокривинська сільська рада (біл. Верхнякрывінскі сельсавет) — адміністративно-територіальна одиниця у складі Бешенковицького району, Вітебської області Білорусі. Адміністративний центр сільської ради — агромістечко Верхнє Кривине.

## Розташування
Верхньокривинська сільська рада розташована у північній частині Білорусі, в центральній частині Вітебської області, на захід — південний захід від обласного центру Вітебськ та на схід — південний схід від районного центру Бешенковичі.
По території сільської ради протікають річки: Західна Двіна, її ліва притока — Кривинка із правою притокою Берізкою, а також невеличка річка Бікложа — ліва притока Західної Двіни.

## Історія
8 квітня 2004 року сільській раді були передані всі населенні пункти ліквідованої Рубіжської сільської ради.

## Склад сільської ради
До складу Верхньокривинської сільської ради входить 55 населених пунктів:
| - Бікложа — село. - Боровці — село. - Будники — село. - Верхнє Кривине — агромістечко - Ганковичі — село. - Голині — село. - Горбачі — село. - Гракове — село. - Добригори — село. - Дворіччя — село. - Дубки — село. - Дубравка — село. - Елішево — село. - Забірря — село. - Заграддя — село. - Застаріння — село. - Заходне — село. - Козине Село — село. | - Коробове — село. - Кощеве — село. - Красні Будники — село. - Кривине — село. - Криве Село — село. - Лапи — село. - Макаровичі — село. - Малі Голині — село. - Мільковичі — село. - Москаленки — село. - Наумівка — село. - Нижнє Кривине — село. - Нові Ранчиці — село. - Озерки — село. - Осинівка — село. - Осовець — село. - Палиці — село. - Пироги — село. - Пожарище — село. | - Ржавка — агрогородок . - Романове — село. - Рубіж — село. - Руді — село. - Русилкі — село. - Санники — село. - Семенцове — село. - Стародворці — село. - Старі Ранчиці — село. - Стаськове — село. - Телепні — село. - Телепи — село. - Хизова — село. - Хмільник — село. - Храповищене — село. - Шалами — село. - Шарипіне — село. - Щипці — село. |